# 백지도

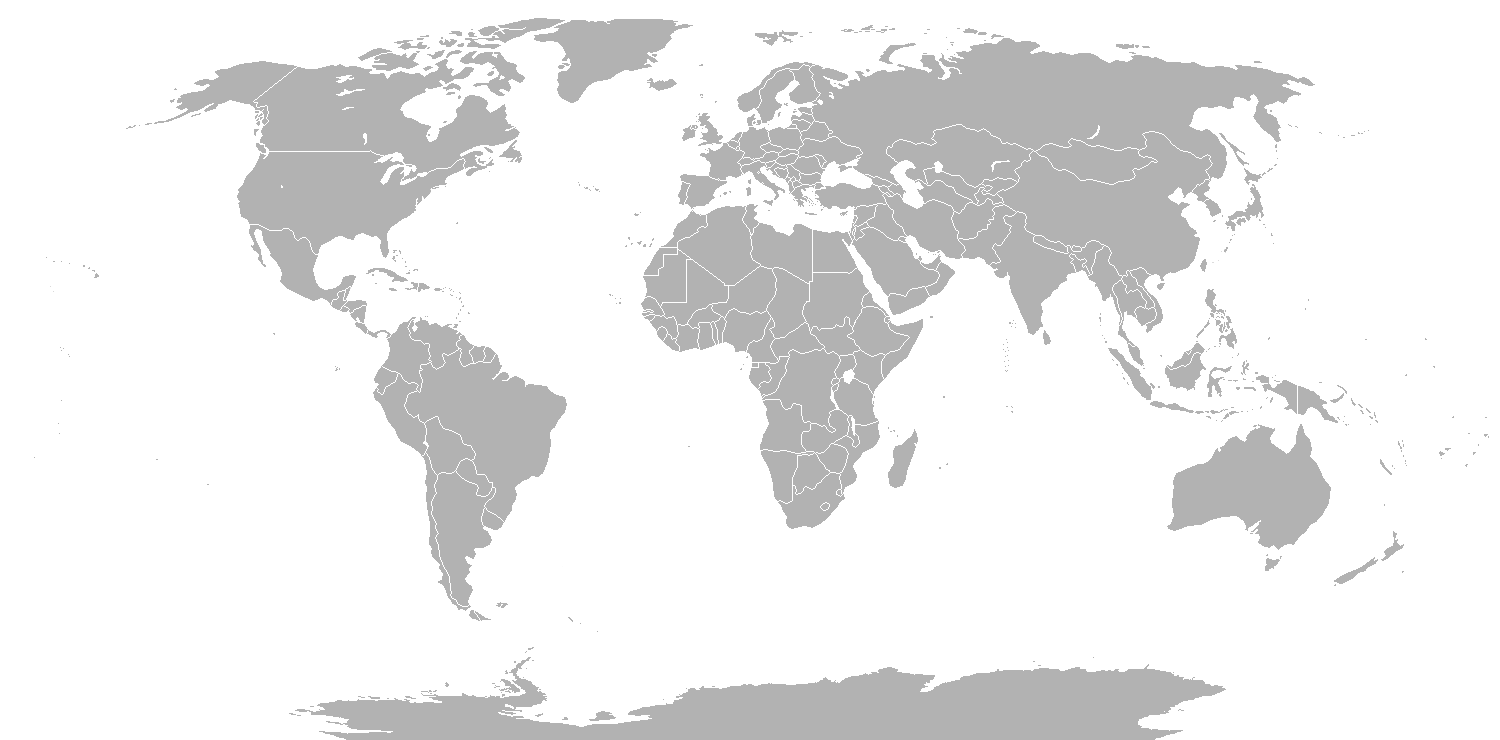
세계 백지도의 예시.

백지도(白地圖, blank map)는 기본적인 지형만 그려져 있는 지도를 말한다. 주로 지도 제작 작업이나 지리 교육용으로 사용되며, 국가 또는 지역별 통계나 상황 등을 표시하는 데 이용되기도 한다. 암사지도(暗射地圖)라고도 한다.